# Matteo Zane
Matteo Zane (* in Venedig; † 25. Juli 1605 in Venedig) war ein italienischer Patriarch.

## Biografie
Er war Botschafter der Republik Venedig beim Herzog von Urbino, bei den Savoyen, in Portugal, Spanien, Österreich und dem Osmanischen Reich. Im Falle des Osmanischen Reiches hatte er das Amt des Bailò in Konstantinopel inne, das als die Schlüsselposition im venezianischen Außendienst galt. Der Bailo fungierte sowohl als Botschafter als auch als Konsul und vertrat nicht nur die politischen Interessen Venedigs, sondern bemühte sich auch um den Schutz und die Stabilität der venezianischen Kaufleute in Konstantinopel. Er beaufsichtigte auch alle anderen Konsuln von Venedig im gesamten Osmanischen Reich. Während seiner Amtszeit als Bailo erweiterte Zane die Zahl der Konsuln von neun auf zehn.
Zane fehlte der vom Konzil von Trient vorgeschriebene Abschluss in Theologie oder Kirchenrecht. Verhandlungen in Venedig führten dazu, dass Zanes theologische Prüfung durch Papst und Kardinalskollegium, wie sie von allen italienischen Bischöfen zu dieser Zeit gefordert wurde, bis 1601 verschoben wurde. Am 28. Januar 1600 wurde er zum Patriarchen von Venedig gewählt und blieb bis zu seinem Tod am 25. Juli 1605.
Er wurde in der Basilika von San Pietro di Castello begraben.